# Greenwayodendron
Greenwayodendron là chi thực vật có hoa trong họ Annonaceae.